# Rollcage
 (janvier 2015).
Si vous disposez d'ouvrages ou d'articles de référence ou si vous connaissez des sites web de qualité traitant du thème abordé ici, merci de compléter l'article en donnant les références utiles à sa vérifiabilité et en les liant à la section « Notes et références ».
Rollcage est un jeu vidéo de course sorti en 1999 sur PlayStation et sous Windows. Il a été développé par Attention to Detail et édité par Psygnosis. Une suite est sortie l'année suivante, portant le nom de Rollcage Stage II.

## Musique
1. Pascal Redpath - "Cool Manœuvre"
2. Freestyles (Ben Petit) - "Feel"
3. Hoax (Julian Cox) - "Abracada(bra)"
4. E-Z Rollers - "Tought At The Top (Origin Unknown Remix)"
5. E-Z Rollers - "Soundclash"
6. Pressure Rise (Ed Holmes, Jon Skinner) - "Bamboo Lounge"
7. Danbass (en) - "Gotta Learn"
8. Ashley Beedle presents the Ushi Classen Band (en) - "Do You Believe In Love?"
9. Ed Rush & Nico - "Technoloy (Boymerang Remix)"
10. Les Rosbifs - "BSE Mon Ami"
11. Aphrodite - "King Of The Beats"
12. Fatboy Slim - "Soul Surfing"
13. Fatboy Slim - "Love Island"
14. Ratman - "Sole Sentiment"[3]